# College Station (Arkansas)
College Station es un lugar designado por el censo ubicado en el condado de Pulaski en el estado estadounidense de Arkansas. En el Censo de 2010 tenía una población de 600 habitantes y una densidad poblacional de 200,4 personas por km².

## Geografía
College Station se encuentra ubicado en las coordenadas 34°42′22″N 92°13′55″O / 34.70611, -92.23194. Según la Oficina del Censo de los Estados Unidos, College Station tiene una superficie total de 2.99 km², de la cual 2.99 km² corresponden a tierra firme y (0.26%) 0.01 km² es agua.

## Demografía
Según el censo de 2010, había 600 personas residiendo en College Station. La densidad de población era de 200,4 hab./km². De los 600 habitantes, College Station estaba compuesto por el 7.5% blancos, el 90.33% eran afroamericanos, el 0.5% eran amerindios, el 0% eran asiáticos, el 0% eran isleños del Pacífico, el 0% eran de otras razas y el 1.67% pertenecían a dos o más razas. Del total de la población el 0.67% eran hispanos o latinos de cualquier raza.